# Османчевића бања (Бања Лука)
Османчевића бања  је један од објеката у саставу Градитељској целини - Бање у махали Илиџа у Горњем Шехеру  у Бања Луци,  данас Месна заједница Српске Топлице, који је проглашен за национални споменик Републике Српске и Босне и Херцеговине. Настао је уз изворе термалне воде (просечне температуре износе од 33° до 36 °C) у османском периоду у Горњем Шехеру (Српске Топлице).
Објект хауза је  једнопросторна грађевина са конструкцијом од  масивних камених зидова и перфорисаним (функција вентилација бање) куполама од цигала, повезаних кречним малтером са додатком кокошјег јајета. Базен за купање је оивичен дрвеним клупама а дно базена је пошљунчано. Овај тип бање има различито просторно решење у односу на решења турског купатила, што је, поседица другачијег технолошког процеса (бање Горњег Шехера користе термалну воду).

## Назив
Османчевића бања је добила назив по њеном последњем власнику Османчићу.

## Заштита
Одлуком Комисија за очување националних споменика, на основу члана V став 4 Анекса 8 Општег оквирног споразума за мир у Босни и Херцеговини и члана 39 став 1 Пословника о раду Комисије за очување националних споменика, на седници одржаној од 25. до 31. јануара 2005. године Османчевића бања као део Градитељска целина - Бање у махали Илиџа у Горњем Шехеру, Бања Лука, проглашен је за национални споменик Босне и Херцеговине.

## Положај
Османчевића бања се налази у махали Илиџа у Горњем Шехеру  у оквиру комплекс бања у Горњем Шехеру на десној обали Врбаса, који у овом делу губи особине планинске и поприма особине равничарске реке,  у просторном обухвату дефинисаном следећим границама:
- са северозападне стране је ограничен коритом ријеке Врбас дужине око 200 метра низводно од новог гвозденог моста, те границом Улице Од Змијања Рајка (ранији назив: Улица браће Алагић) у дужини око 100 м југозападно од моста;
- југозападном границом к.ч. број 662, к.о. Бања Лука III-8 (парцела на којој се налази Бањско-рекреациони центар “Шехер”);
- на југоисточној стран природном границом преласка обронака Шехитлука у равничарски део, са обронцима Бањ брда (стари назив Шехетлуци), обрасли храстом, грабом и црним бором.
- на североисточној страни к.ч. број 700, к.о. Бања Лука III-8 (Хаџи-Исаковића кућом).

На удаљености од око 40 м североисточно од хауза у саставу куће Бисере Шеранић и око 25 м југоисточно од Османчевића куће (која је изграђена на к.ч. број 685/1, к.о. Бања Лука III-8) у приземном објекту, изграђеном на к.ч. број 686/1, к.о. Бања Лука III-8, налази се бања позната под називом Османчевића бања. 

## Опис добра
Специфичности махале Илиџа у којој је изграђен објекат Османчевића бања, због природних ресурса краја има директну везу са овом грађевином. Присуство термалних изворишта на једном релативно малом просторном обухвату одразило се на градитеље објекат Османчевића бања, да коришћењем природних фактора, обликују простор за становање и обилато користе термалне воде (просечне температуре од 33° до 36 °C). Наиме они су унутар посебно изграђеног објекта изградили засебну просторију хауз и у њу сместили бање за купање.
Из прихватне просторије димензија 2,33 м x 3,07 м, која служи као гардероба, улази се у претпростор бање, димензија 1,42 м x 2,33 м, који води у крајњу просторију димензија 2,50 x 2,33 м у којој је смештена бања.
Са галерије широке 70 цм и дугачке око 2,33 м, преко једнокраких дрвених степеница силази се у базен, чије је дно за 1,50 м ниже у односу на коту галерије. Висина од дна базена до плафона износи око 3,60 м.

## Стање објекта
Базен бање је затворен у приземном објекту који нема архитектонских вриједности. Објекат бање се употребљава, али је вентилација лоше риешена, тако да је у свим просторијама велика концентрација влаге у ваздуху, а на свим зидовима и плафонима се ствара веома јак конденз влаге и уопште се стиче утисак о неусловности објекта.